# Xã Kentner, Quận Dickey, Bắc Dakota
Xã Kentner (tiếng Anh: Kentner Township) là một xã thuộc quận Dickey, tiểu bang Bắc Dakota, Hoa Kỳ. Năm 2010, dân số của xã này là 183 người.